# Узункольский район
Узункольский район (каз. Ұзынкөл ауданы) — район в Костанайской области Казахстана. Административный центр — село Узунколь.

## География
Расположен на северо-востоке области. На юге район граничит с Сарыкольским районом, на западе — с Мендыкаринским районом, на востоке — с Жамбылским районом Северо-Казахстанской области, на юго-востоке — с Тимирязевским районом Северо-Казахстанской области, на севере — с Курганской областью России.
Территория района находится на юго-западе Западно-Сибирской равнины.
Средние температуры января — −17—−27 °C, июля — 19—20 °C.
Имеются озёра: Сарыоба, Речное, Сарыбалык, Жаркайын, Жасылбагар, Айжан и другие.

## История
До 17.10.1939 входил в состав Пресногорьковского района. Узункольский район образован 17 октября 1939 года с центром в селе Демьяновка. 2 января 1963 года Узункольский район был переименован в Демьяновский, а в 1966 году Демьяновский район переименован в Ленинский (райцентр — в село Ленинское). 17 июня 1997 года Ленинский район был переименован в Узункольский, а райцентр, село Ленинское, — в село Узунколь.

## Население
Национальный состав Пресногорьковского района по переписи 1939 г.
| Национальность / район (населенный пункт)                                              | Численность | Численность | Численность             | Численность |
| Национальность / район (населенный пункт)                                              | весь район  | %           | с. Пресногорьковка (рц) | прочие села |
| Всего                                                                                  | 21.866      |             | 2.992                   | 18.874      |
| Русские                                                                                | 11.272      | 51,55%      | 2.237                   | 9.035       |
| Украинцы                                                                               | 5.030       | 23,00%      | 398                     | 4.632       |
| Казахи                                                                                 | 5.002       | 22,88%      | 251                     | 4.751       |
| Татары                                                                                 | 72          |             | 28                      | 44          |
| Немцы                                                                                  | 39          |             | 12                      | 27          |
| Корейцы                                                                                | 29          |             | 6                       | 23          |
| Прочие (для областей, где население распределено ТОЛЬКО по НЕСКОЛЬКИМ национальностям) | 422         |             | 60                      | 362         |

Источник:
- РГАЭ РФ     (быв. ЦГАНХ СССР), фонд 1562, опись 336, Д.Д. 966-1001 ("Национальный     состав населения по СССР, республикам, областям, районам"), Д.Д.     256-427 (табл. 26 "Национальный состав населения районов, районных     центров, городов и крупных сельских населенных пунктов")

Национальный состав Узункольского района (на начало 2019 года):
- русские — 10 396 чел. (49,36 %)
- казахи — 8123 чел. (38,57 %)
- украинцы — 1300 чел. (6,17 %)
- немцы — 343 чел. (1,63 %)
- белорусы — 224 чел. (1,06 %)
- татары — 243 чел. (1,15 %)
- азербайджанцы — 82 чел. (0,39 %)
- удмурты — 42 чел. (0,20 %)
- молдаване — 41 чел. (0,19 %)
- другие — 266 чел. (1,26 %)
- Всего — 21 060 чел. (100,00 %)

## Административно-территориальное деление
В Узункольский район входит 12 сельских округов, в составе которых находится 32 села:
| Сельские округа                  | Населённые пункты |
| Бауманский сельский округ        | село Бауманское |
| Ершовский сельский округ         | село Ершовка, село Отынагаш, Миролюбовка, село Абай                                                                   |
| Кировский сельский округ         | село Кировское, село Иваноровное, село Ксеньевка, село Моховое                                                        |
| Новопокровский сельский округ    | село Новопокровка, село Воскресеновка, село Варваровка                                                                |
| Пресногорьковский сельский округ | село Белоглинка, село Красный Борок, село Пресногорьковка, село Песчанка, село Волна, село Первомайка, село Крутоярка |
| Село Ряжское                     | село Ряжское |
| Сатайский сельский округ         | село Сатай |
| Село Троебратское                | село Троебратское |
| Убаганский сельский округ        | село Тайсойган, село Убаган                                                                                           |
| Узункольский сельский округ      | село Узунколь, село Павловка, село Есмырза                                                                            |
| Фёдоровский сельский округ       | село Фёдоровка, село Укаткан, село Сокол, село Сибирка                                                                |
| Чапаевский сельский округ        | село Речное |